# Cocev Kamen
Cocev Kamen (en macédonien Цоцев Камен, qui signifie « pierre de Coce ») est une formation géologique et un site archéologique de Macédoine du Nord, situé près du village de Konjuh, dans la commune de Kratovo, dans le nord-est du pays. Il s'agit d'un cône d'éruption volcanique composé d'ignimbrite, qui culmine à une altitude de 481 mètres. On y trouve des abris-sous-roche, dont certains présentent des peintures rupestres.

## Description

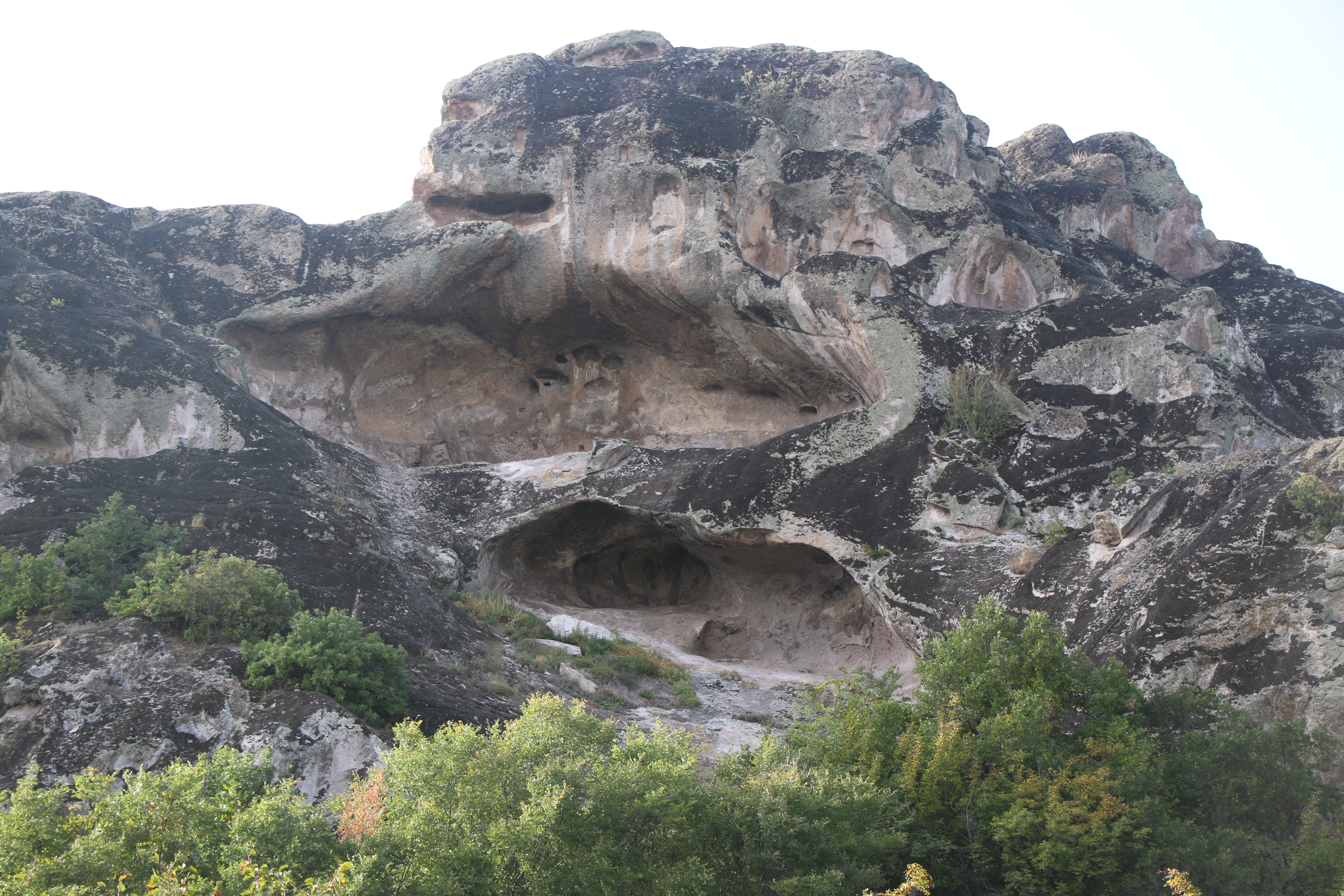
Cocev Kamen.

Le site de Cocev Kamen comprend deux parties :
- un grand cône d'éruption volcanique de forme quasi circulaire et qui de ce fait est exposé au soleil sur l'une de ses faces tout au long de la journée ;
- une colline plus élevée face à lui en direction de l’est et dont la crête dessine un demi-cercle orienté nord-sud.

Le soleil apparaissant le matin à l'est derrière la colline, les oscillations de ses levers se laissent observer toute l'année depuis le massif volcanique en contrebas. Les emplacements des trois aménagements majeurs du massif semblent en rapport avec les mouvements solaires : une salle carrée qui est éclairée par le soleil levant au printemps et lors du solstice d’été, une vaste cavité, creusée dans la roche, qu’atteignent les premiers rayons en période d’équinoxe d’automne et peut-être du solstice d’hiver, et enfin, une cavité creusée sur sa face ouest qui reçoit les rayons du soleil couchant. En ces endroits, la roche volcanique a été travaillée afin de dégager des formes en escalier, des bassins, des bancs, des trônes... Certaines cavités sont ornées de peintures rupestres rouges, datées peut-être du Néolithique ou de l'Âge du bronze.
La haute colline à l'est comporte une série de mégalithes, taillés sur place ou rapportés, qui pourraient constituer des points de repère pour l'observation des mouvements du soleil depuis le massif volcanique.

## Vestiges
Les alentours du site ont livré des vestiges de différentes époques : des outils lithiques en calcédoine, des ossements fossiles d'animaux, mais aussi des tessons de poteries de l'Antiquité et du Moyen Âge, qui montrent que le site a été fréquenté sur une longue période.